# گارد ویژه جمهوری عراق
گارد ویژه جمهوری عراق (عربی: الحرس الجمهوري الخاص) گارد ویژه زیرمجموعه نیروهای مسلح عراق بود، که در سال ۱۹۹۲ تأسیس شد و وظیفه آن حفاظت فیزیکی از صدام حسین؛ رئیس‌جمهور عراق و پاسخ به هرگونه شورش، کودتا، یا تهدید دیگری بر علیه قدرت او بود.